# Stanisław Sobolewski (malarz)
Stanisław Sobolewski (ur. 1952 w Krakowie) – polski malarz, wykładowca akademicki.

## Biografia
Stanisław Sobolewski urodził się w 1952 w Krakowie. Ukończył studia na Wydziale Filologicznym Uniwersytetu Jagiellońskiego (1971-1976) oraz na wydziale malarstwa Akademii Sztuk Pięknych (1974-1979). Od 1979 pracownik i wykładowca Uniwersytetu Pedagogicznego w Krakowie.Tytuł profesora sztuk pięknych otrzymał w roku 2000. W latach 1982–1989 był uczestnikiem Ruchu Kultury Niezależnej. Prace Sobolewskiego znajdują się m.in. w zbiorach Muzeum Narodowego w Krakowie w Muzeum Historycznym Miasta KrakowaMuzeum Archidiecezjalnym w Warszawie, Gradskij Muzej Vukovar (Chorwacja) Był ilustratorem polskiego, niemieckiego i włoskiego wydania książki Jana Pawła II Dar i tajemnica.